# Melanocorypha calandra
La calandria común (Melanocorypha calandra) es una especie de ave passeriforme de la familia de los aláudidos.

## Características
Mide entre 25 y 27 centímetros y pesa unos 80 g. La uña del dedo posterior es alargada. Presenta el vientre blanco y una zona negra en el cuello, y el plumaje, de tonos parduzcos, es similar en ambos sexos. Es un ave de hábitos diurnos.
La denominación en castellano de este nombre proviene del griego καλλανδρα.

## Hábitat
La calandria común es especie típicamente mediterránea. Abunda en Andalucía y en toda la España cerealista. En la zona norte de España y en Galicia ya no anida. En Portugal alcanza una densidad baja y parece más abundante en la provincia norteña de Trás-os-Montes. En el resto de Europa es escasa y en disminución en el sudeste de Francia, Cerdeña, mitad sur de Italia, Balcanes y por el este hasta el sur del Cáucaso.

## Dieta
Se alimenta de insectos y larvas, por ejemplo escarabajos, avispas y grillos. También se nutren de lombrices y de alimentos de origen vegetal como frutos, aprovechando con frecuencia los que hallan caídos en el terreno.

## Hábitos

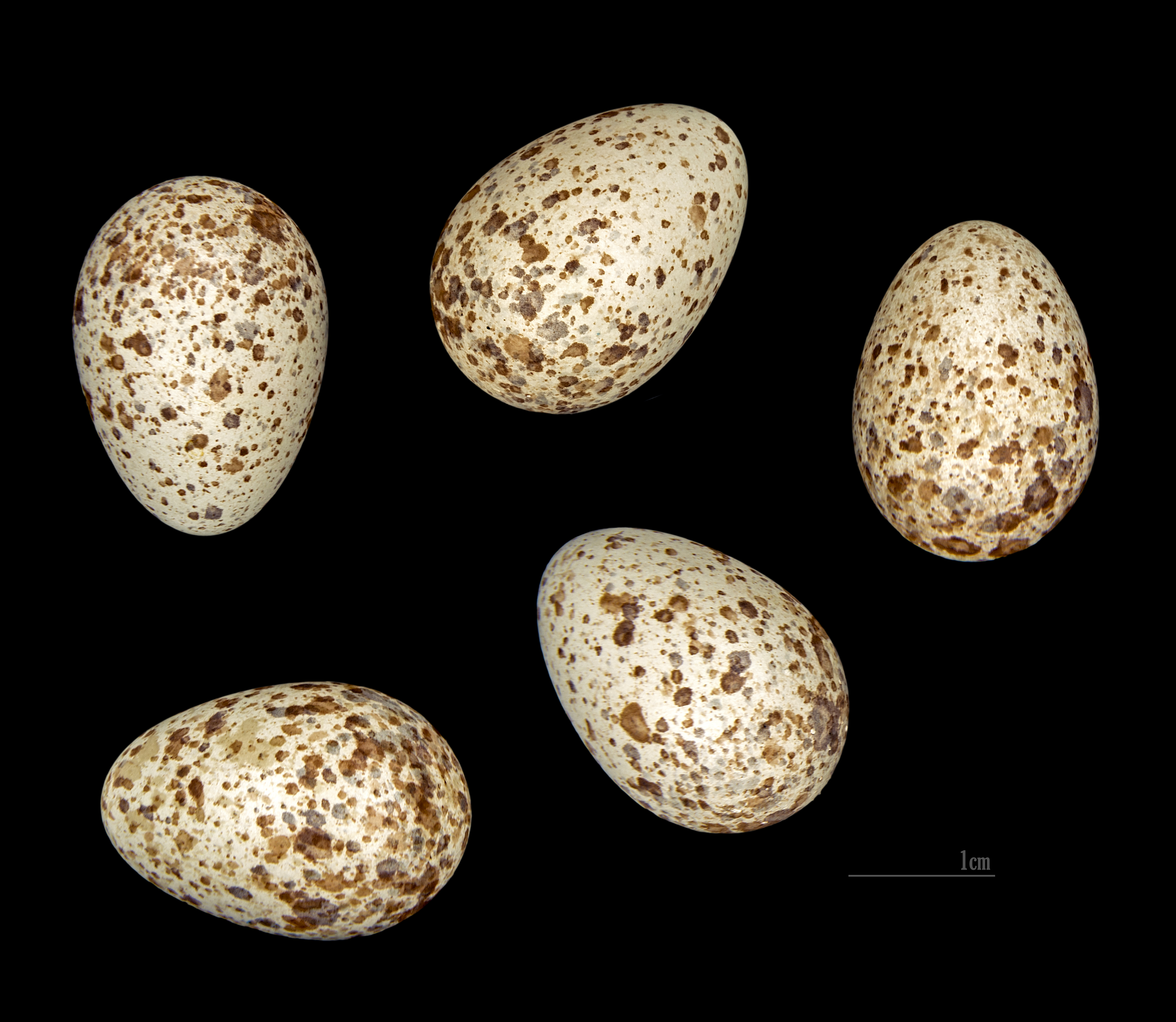
Huevos de Melanocorypha calandra

La calandria común posee una enorme facilidad para imitar el canto de otras aves.
Los machos presentan una destreza mayor en el canto que las hembras.
Durante la época de apareamiento, los machos cantan durante la mayor parte del día con el objetivo de atraer a las hembras. Cuando una de ellas se acerca, suelen ejecutar una danza nupcial, planeando lentamente con las alas en posición oblicua y la cola bien abierta a la vez que cantan y van elevándose y descendiendo.
Construyen sus nidos cobijados en arbustos pequeños o en campos de cereales y aislados empleando ramas y hierba y raramente en espacios abiertos.